# 셜러이 롤런드
셜러이 롤런드(헝가리어: Roland Sallai, 1997년 5월 22일 부다페스트 ~ )은 헝가리의 축구 선수로 현재 튀르키예 쉬페르리그의 갈라타사라이에서 윙어로 활약하고 있다.

## 클럽 경력

### 푸스카시 아카데미
살라이는 2014년부터 2017년 여름까지 브뤼셀에 있는 푸스카시 아카데미에서 프로 경력을 시작했다. 그는 2014 푸스카시 컵의 그룹 매치에서 파나치나이코스 FC에 두 번의 골을 넣었다. 그의 데뷔 경기는 2014년 8월 1일에 페치 MFC를 상대로 펼쳐졌고, 그해 9월 14일에 페렌츠바로시 TC를 상대로 헝가리 리그에서 첫 번째 골을 넣었다.

### 팔레르모 (임대)
2016년 8월 4일, 살라이는 이탈리아 클럽 팔레르모에 시즌 대출로 합류하였으며, 대출료는 30만 유로이다.
살라이는 2016년 9월 10일 Serie A 클럽인 나폴리 상대로 데뷔하여 84분을 출전했으며, 2017년 3월 19일에 우디네세 칼치오 상대로 그의 첫 공식 골을 넣었다. 그는 Serie A에서 21경기(11경기는 선발로, 10경기는 교체로)에 출전하고 1골을 기록했다.

### 아포엘
2017년 8월 29일, 살라이는 Puskás에서 기밀로 2021년 5월 말까지 4년 계약으로 아포엘에 이적하였으며, 이적료는 약 200만 유로로 소문되고 있다.
9월 9일에 그는 데뷔전에서 네아 샐라미나 FC 상대로 첫 골을 넣었다. 그는 키프로스 프리미어 디비전에서 29경기에 출전하고 9골을 넣었다.
그는 UEFA 챔피언스 리그에서 레알 마드리드 CF, 보루시아 도르트문트, 토트넘 홋스퍼 FC 상대로 6경기에 출전했다.

### SC 프라이부르크
2018년 8월 31일, 살라이는 450만 유로의 이적료로 4년 계약을 맺고 분데스리가 클럽 SC 프라이부르크에 합류하였다. 2018년 9월 22일에 그는 데뷔 경기에서 볼프스부르크 상대로 골을 넣고 펴기에 성공하였으며, 그 경기는 2018-19 분데스리가 4라운드에서 진행되었다. 그의 경기 우수 성적에 따라 그는 그 경기 후 스포츠 매거진 kicker의 주간 베스트 이레븐에 이름을 올렸다. 2018년 11월 중순부터 그는 가축근육 문제로 인해 5개월 동안 경기에 출전하지 못했다. 그는 2019년 5월 5일에 포르투나 뒤셀도르프 상대로 교체 선수로 복귀하였다.
살라이는 2020년 9월 20일에 VfB 슈투트가르트 상대로 경기 시작과 어시스트로 출발하며 골을 넣었다. 그는 FC 샬케 04 상대로 2골을 넣었으며, Arena AufSchalke에서 2-0 승리를 차지하여 스포츠 매거진 kicker의 12라운드 베스트 이레븐에 이름을 올렸다.
2022년 4월 16일, 그는 2021-22 분데스리가 시즌 30라운드에서 VfL 보훔 상대로 두 번의 골을 넣으며 놀라운 경기를 펼쳤다. 두 번의 어시스트는 정우영에 의해 준비되었다. 그는 kicker에 의해 30라운드 최우수 선수로 선정되기도 했다.
2022-23 분데스리가 시즌에서 그는 SV 베르더 브레멘 상대로 한 골을 넣었다. 이전 시즌에 비해 그는 분데스리가에서 19번의 출전만을 기록하고 국내 컵에서는 4번의 출전에 그치게 되었다.
2023년 8월 19일, 그는 2023-24 분데스리가 시즌 첫 경기에서 TSG 1899 호펜하임을 상대로 팀의 승리를 위해 골을 넣었다. kicker에 따르면 그는 팀의 귀찮은 일꾼에서 팀의 최고 선수로 변모하였다.

## 국제 경력
살라이는 2015년 FIFA U-20 월드컵에서 헝가리 U-20 축구 국가대표팀의 일원으로 두 경기에 출전했다. 2015년 8월 12일에 그는 이탈리아 U-21 축구 국가대표팀 상대로 U-21 팀 데뷔를 했다.
2016년 5월 20일에 그는 아이보리 코스트 축구 국가대표팀을 상대로 국가대표팀 데뷔를 했다. 이 경기는 그룹아마 아레나에서 개최되었다. 2016년 5월 5일에 살라이는 UEFA 유로 2016에 참가할 헝가리 대표팀 예비 명단에 이름을 올렸지만, 최종 명단에는 포함되지 않았다. 2018년 9월 11일에 그는 그리스 축구 국가대표팀 상대로 국가대표팀 첫 골을 넣었으며, 이 경기는 Groupama Arena에서 개최되었다.
2021년 6월 1일에 살라이는 UEFA 유로 2020 대회를 대표할 헝가리 대표팀 26명 명단에 이름을 올렸다. 2022년 6월 14일에 그는 2022-23 UEFA 네이션스 리그 A에서 잉글랜드 축구 국가대표팀 상대로 4-0으로 승리하며 두 번의 골을 넣었고, 이는 1928년 웸블리 위저즈 경기 이후 잉글랜드의 최악 홈 패배였다.
2022년 11월 20일에 그는 그리스 축구 국가대표팀 상대로 경기의 첫 번째 골을 넣었다. 이 경기는 푸스카시 아레나에서 개최되었으며, 발라지 주주삭의 이별 경기로서 역사적인 의미를 가졌다.
2023년 6월 20일에 그는 UEFA 유로 2024 예선 그룹 G에서 리투아니아 축구 국가대표팀 상대로 83분에 한 골을 넣었다.